# Juanjo Cañas
Juanjo Cañas (Cadice, 17 aprile 1972) è un ex calciatore spagnolo, di ruolo centrocampista.

## Carriera
Con il Real Betis ha giocato 47 partite in Primera División.